# Eurovision Dance Contest 2007

Deltagande länder

Eurovision Dance Contest 2007 var en internationell danstävling som genomfördes 1 september 2007 i London, Storbritannien. Svenska kommentatorer för TV4 var David Hellenius och Tony Irving. Det var första gången någonsin tävlingen hölls och inspirationen till den kom från Eurovision Song Contest. Omröstningen skedde genom telefonröstande. 
Varje deltagarpar framförde två dansstycken - ett standardnummer och ett valfritt nummer som kunde vara nationellt färgat. Vinnare blev Finland. 
I pausen underhöll artisten Enrique Iglesias, men detta fick de svenska TV-tittarna inte se, då TV 4 valde att bryta för reklam då. Likaså föll en så kallad snabbrepris bort för de svenska tittarna, då det vid det tillfället istället gavs plats för reklam.
Eurovision Dance Contest 2008 avgjordes i Glasgow, Storbritannien efter att arrangörerna bestämde att danstävlingen olikt Eurovision Song Contest inte nödvändigtvis ska avgöras i den nation som vunnit året innan.

## Resultat
| Nr | Land           | Dansare                                       | Danser                                        | Placering | Poäng |
| -- | -------------- | --------------------------------------------- | --------------------------------------------- | --------- | ----- |
| 1  | Schweiz        | Denise Biellmann & Sven Ninnemann             | Paso Doble och Swing                          | 16        | 0     |
| 2  | Ryssland       | Maria Sittel & Vladislav Borodinov            | Rumba och Paso Doble                          | 7         | 72    |
| 3  | Nederländerna  | Alexandra Matteman & Redmond Valk             | Cha-Cha-Cha och Rumba                         | 12        | 34    |
| 4  | Storbritannien | Camilla Dallerup & Brendan Cole               | Rumba och Freestyle                           | 15        | 18    |
| 5  | Österrike      | Kelly Kainz & Andy Kainz                      | Jive och Paso Doble                           | 6         | 74    |
| 6  | Tyskland       | Wolke Hegenbarth & Oliver Seefeldt            | Samba och Freestyle                           | 8         | 59    |
| 7  | Grekland       | Ourania Kolliou & Spiros Pavlidis             | Jive och Syrtaki                              | 13        | 31    |
| 8  | Litauen        | Gabrielė Valiukaitė & Gintaras Svistunavičius | Paso Doble och Traditionell litauisk folkdans | 11        | 35    |
| 9  | Spanien        | Amagoya Benlloch & Abraham Martinez           | Cha-Cha-Cha och Paso Doble                    | 10        | 38    |
| 10 | Irland         | Nicola Byrne & Mick Donegan                   | Jive och Fandango                             | 3         | 95    |
| 11 | Polen          | Katarzyna Cichopek & Marcin Hakiel            | Cha-Cha-Cha och Showdans                      | 4         | 84    |
| 12 | Danmark        | Mette Skou Elkjær & David Jørgensen           | Rumba and Showdans                            | 9         | 38    |
| 13 | Portugal       | Sónia Araújo & Ricardo Silva                  | Jive och Tango                                | 5         | 74    |
| 14 | Ukraina        | Yulia Okropiridze & Illya Sydorenko           | Quickstep och Showdans                        | 2         | 121   |
| 15 | Sverige        | Cecilia Ehrling & Martin Lidberg              | Paso Doble och Disco Fusion                   | 14        | 23    |
| 16 | Finland        | Katja Koukkula & Jussi Väänänen               | Rumba och Paso Doble                          | 1         | 132   |

### Fotnoter
1. ↑  Svenska tv-tittare fick inte se Iglesias